# Dismorphia laja
Dismorphia laja es una especie de mariposa, de la familia de las piérides, que fue descrita originalmente con el nombre de Papilio laja, por Cramer, en 1779, a partir de ejemplares procedentes de Surinam.

## Distribución
Dismorphia laja está distribuida en la región Neotropical, específicamente en el norte de Suramérica, y ha sido reportada en 7 países.